# Otoniela adisi
Otoniela adisi är en spindelart som beskrevs av Antonio D. Brescovit 1997. Otoniela adisi ingår i släktet Otoniela och familjen spökspindlar. Inga underarter finns listade i Catalogue of Life.